# 丁继业
丁继业（1949年8月—），山东青岛人，前中国人民解放军总后勤部副部长，中将军衔，第十、十一届全国人大代表。
丁继业毕业于军事经济学院军队财务专业，1968年加入中国人民解放军。1994年进入总后勤部，任财务部副部长.1997年晋升为少将军衔。1999年升任财务部部长。2007年12月升任总后勤部副部长，分管财务工作。2009年晋升为中将军衔。2012年12月到龄退役。